# Nephrotoma lempkei
Nephrotoma lempkei är en tvåvingeart som beskrevs av Oosterbroek 1978. Nephrotoma lempkei ingår i släktet Nephrotoma och familjen storharkrankar. Inga underarter finns listade i Catalogue of Life.